# Добыча полезных ископаемых в Намибии
Горнодобывающая промышленность Намибии.

## Общая характеристика
Добыча полезных ископаемых является основой экономики страны. Доля горнодобычи. пром. в ВВП страны 21,6 % (1990), значительные налоговые поступления и три четверти экспортных поступлений. Добывают: медную, оловянную, цинковую, свинцовую и др. руды, кадмий, уран, берилл, ювелирные алмазы (табл. 1).
В 1990 гг. в горнодобывающей промышленности Намибии доминировали три международные корпорации: «Консолидейтед дайамонд майнс» (КДМ), полностью принадлежит к южноафриканской «Де Бирс», которая контролирует торговлю алмазами, британская «Рио-Тинто зинк», владеющей компанией «Россинг юрейниум лимитед», и южноафриканская «Голд Филдс Саут Африка», которая контролирует корпорацию «Цумеб лимитед» (добыча основных металлов). В конце 1990-х годов правительство Намибии вступил в переговоры о совместном владении корпорацией «Россинг» и о создании с «Де Бирс» совместного предприятия по добыче алмазов под названием «Намдеб». «Цумеб лимитед» объявила о своём банкротстве. Новым импульсом для алмазодобывающей промышленности стало обнаружение месторождений алмазов на дне океана. Повышение спроса и мировых цен на уран благоприятно отразились на его добычи в Намибии. Хорошие перспективы горнодобывающей отрасли, развитие промышленных зон, в которых производится экспортная продукция, и открытие месторождения природного газа на шельфе вблизи Уолфиш-Бея позволяет с оптимизмом смотреть на будущее намибийской экономики.
Таблица 1.- Добыча основных видов минерального сырья в Намибии
| Минералы                                             | 2000                | 2001                 |
| В натуральных единицах                               |                     |                      |
| Алмазы (тис. карат) - в т. ч. на морских территориях | 1 552 900           | 1 495 753            |
| Оксид урана                                          | 3 201               | 2 640                |
| Золото, кг                                           | 2 417               | 2 851                |
| Серебро                                              | 9                   | 18                   |
| Медь (99 % Cu)                                       | 5 082               | 27 015               |
| Свинец (концентрат, 30 Pb) - в металле               | 20 665 11 114       | 26 182 13 025        |
| Цинк (концентрат, 52 % Zn) - в металле               | 73 535 39 126       | 70 610 31 803        |
| Пиарит (концентрат, 50 % S)                          | 11 967              | 56 994               |
| Триоксид мышьяка (75 % As)                           | 0                   | 914                  |
| Флюорит (концентрат, 97 %)                           | 6 128               | 81 245               |
| Соль в т. ч. каменная - рафинированная               | 514 077 4 585 4 347 | 558 441 6 400 11 250 |
| В млн. N$                                            |                     |                      |
| Алмазы                                               | 4 245               | 4 507                |
| Золото                                               | 160                 | 208                  |
| Серебро                                              | 5                   | 12                   |
| Медь                                                 | 22                  | 120                  |
| Цинк                                                 | 117                 | 135                  |
| Уран и другие                                        | 983                 | 1 185                |
| В общем                                              | 5 533               | 6 180                |
| Стоимость, млн. US $                                 | 797                 | 718                  |

## Отдельные отрасли

### Алмазодобывающая промышленность
Намибия — один из главных мировых производителей качественных и дорогих алмазов (табл. 3). К началу 1990-х годов почти все алмазы Намибии добывались из отложений надводных морских террас и пляжей в 300-км прибрежной полосе пустыни Намиб к северу от устья р. Оранжевой (аналогичные разработки велись на смежных территориях ЮАР). Алмазные копи Ориндж-Маут к северу от устья р. Оранжевой — крупнейшие в мире. Общие запасы алмазов здесь по некоторым данным превышают 35 млн каратов, из них 98 % высококачественные ювелирные. В 1997 было добыто 1,3 млн карат алмазов, что составило 11,4 % ВВП. Намибия давала примерно шестую часть мировой добычи. С начала добычи алмазов в этих районах (1908 г.) было добыто ок. 70 млн кар.
С 1990-х годов на Атлантическом побережье Намибии активно развивается добыча из глубоководных морских россыпей, область распространения которых занимает практически весь континентальный шельф страны. За 10 лет доля глубоководной добычи в общей добыче алмазов Намибии увеличилась от первых процентов до более 50 %. Область распространения этих россыпей имеет огромные размеры, простираясь вдоль береговой полосы Намибии (практически на весь континентальный шельф). Большая часть добычи приходится на участок побережья, расположенную непосредственно к северу от устья р. Оранжевой, которая известна как «Sperrgebiet» (Запретная территория).
Общая добыча алмазов в 1998 г. составила 1,44 млн карат (+ 2 % до 1997), в том числе из морских донных россыпей 734 тыс. Карат с расчётным увеличением до 1 млн карат в 2001 г. Ресурсы алмазов на шельфе Намибии оцениваются в 1500; млн карат. Компания Namdeb снизила добычу на 6 %, до 1,28 млн карат в связи с неблагоприятными условиями рынка, в том числе на континенте на 11 %, до 705,5 тыс. Карат. Запасы алмазов, контролируемых компанией на континенте, достаточные для продолжения добычи в течение 10 лет, но со снижением после 2003 г. Глубоководную добычу алмазов, осуществляемый подрядной компанией Debmarine, увеличился на 3 %, до 497,1 тыс. Карат. Компания Namco начала промышленную добычу алмазов на структуре 019 лицензионной площади Людериц-Бей в апреле 1998 г. с изъятием до конца года 98,9 тыс. карат алмазов. В 1999; г. добыча составила ок. 200 тыс. Карат. С начала 2000 г. вводится в эксплуатацию второй донный добывающий комбайн NamSSol 2 производительностью 185 тыс. карат / год. Ресурсы алмазов по структуре 019 и смежной 020 на конец 1998 г. оценивались в 1,16 млн карат, в том числе запасы 836 тыс. карат при бортовом содержании 0,1 карат / м {3}. Морская добыча алмазов компанией Ocean Diamond Mining в 1998; г. составил 59,7 тыс. карат с увеличением, планируется после 2000; г. до 100 тыс. карат / год. [Mining J. — 1999 — Annual Rev. — Р. 62-64].
Таблица 2. — Структура добычи алмазов в Намибии, тис.карат
| Продуцент | 2000             | 2001             | 2001 до 2000, %   |
| Namdeb Diamond Corp. (Namdeb) - в т.ч. Область № 1, Елизабет Бей и река Оранжевая; на глубоководному шельфу (добыча DBMN); | 1 320 653 576 91 | 1 385 743 543 99 | 4,9 13,8 -5,7 8,8 |
| Другие оффшорные продуценты                                                                                                | 232              | 111              | -52,2             |
| Вместе | 1 553            | 1 495            | -3,7              |

В начале XXI; ст. работы по развитию методов подводной добычи осуществляются в основном пятью компаниями: De Beers Marine (Debmar), Namibian Minerals Corp. (Namco) и Ocean Diamond Mining (ODM) недавно в их число вошли также Diamond Fields International Ltd. (DFI) и Trans Hex. В 2002 г. компания Diamond Fields International (DFI) сообщила, что добыла свыше 4800 кар. алмазов на своей подводной концессионной площади Людериц (Luderitz) у побережья Намибии 95 % камней имеют ювелирное качество Rapaport TradeWire, 2003. Также канадская компания Afri-Can Marine Minerals Corp. объявила об обнаружении 84 ювелирных алмазов общим весом 11.4 кар., а также открытие новой алмазоносной участки в пределах своей морской концессии Block J у побережья Намибии, площадь которого составляет 365 тыс. кв Самый большой камень весит 0.49 кар. Rapaport TradeWire. Вместе с тем, компания Namibian Minerals Corporation (Namco) в 2002 г. прекратила свои операции в Намибии и ЮАР после неудачи с получением дополнительного финансирования от поддерживающих её международных спонсоров. Реально и банкротстве компании. Namco заявила, что дальнейшее проведение поисковых работ и добычу алмазов невозможны без дополнительного финансирования Rapaport TradeWire.
При разработке наземных намибийских россыпей главной технической проблемой на рубеже ХХ-XXI ст. становится перемещения больших объёмов пустой породы. Так, в 1996 г. общий объём вскрышных работ компании Namdeb (совместное предприятие De Beers и правительства Намибии) составил около 33 млн т. При этом применяют высокопроизводительные роторные экскаваторы, а пустую породу используют для сооружения защитных дамб. При этом большие трудности возникают в связи с интенсивными водопритоками в карьерах, расположенных на 15-20 (30) м ниже уровня воды в океане.
В 2002 г. открыт новый рудник Daberas, два рудники расположены вдоль реки Оранжевой планируются к открытию в 2004 г. (Namdeb, Obib), рудник Sendelingsdrif — в 2009.
Вместе с тем Намибия отнесена к категории «сенситивных» по экспорту алмазов, то есть стран в которых требуется повышенное внимание. Странам-импортерам рекомендуется тщательно проверять экспортные документы на алмазы из этих стран и в случае возникновения сомнений в происхождении алмазов задерживать их для проверки.

### Уранодобывающих сектор
Вторым центром горнодобывающей промышленности страны является высокомеханизированный добыча урановой руды невысокого качества на месторождении Россинг, что к северу от Свакопмунда. После окончания холодной войны на мировом рынке скопились значительные запасы урана, что привело к падению цен на это стратегическое сырьё. Добыча урана в Намибии снизился более чем наполовину, но в конце 1990-х годов наметилось некоторое оживление его производства.
В конце ХХ — в начале XXI ст. уранодобывающий промышленность активно развивается. Добыча урана осуществляется на открытом руднике Россинг (Rossing) — 2640 т в 2001 (3201 т в 2000; −18 & %). Производство урана в Намибии в 2002 г. составило 2335 т World Nuclear Association. Основной продуцент урана — компания Rossing Uranium Ltd, в которой участие Rio Tinto plc составляет 69 %.
Австралийская компания Acclaim Uranium строит новое урановое горнохимическое предприятие Langer Heinrich. Предполагаемая производительность предприятия по добыче и переработке руды 850 тыс. Т / год с производством 1100 т U. На начальном этапе эксплуатации при плановом сроке работы 10 лет. Ресурсы базового месторождения оцениваются в 22 тыс. Т U. В при среднем содержании в руде 0,4 кг / т, в том числе обогащённое ураном ядро с запасами U. В 3500 т со средним содержанием 2,0 кг / т.

### Золото
За 1997 г. общая добыча Au составлял 2433 кг, за 1998 г. — 1882, в том числе на золотодобывающем предприятии Навахаб (Navachab), что у Карибиба (Karibib) — 1855 кг. Запасы руды в горном отводе предприятия истощаются до 2003 г. с возможностью прирезки смежных участков в поле карьеру. В 2001 основная добыча золота осуществлено на том же руднике Навахаб (Navachab) ; — 2694 кг (2399 кг в 2000). Рудником владеет компания Anglogold Namibia.

### Другие металлические полезные ископаемые
Производство Cu, Pb и металлов, добываемых попутно, в 1998 г. сократилось в связи с временной ликвидацией компании Tsumeb и остановкой с апреля трёх горно-обогатительных предприятий и металлургического завода. Компании ISCOR и PE Minerals продолжали эксплуатацию горнодобывающего предприятия Рош Пинаг (Rosh Pinah) с производством за 1998 г. в конц-тах 42,3 тыс. т Zn, 13,3 тыс. т Pb и 6 т Ag. Компания Reunion Mining планировала в 2002; г. ввод в эксплуатацию горно-металлургического предприятия Skorpion проектной производительностью по добыче и переработке руды 1,5 млн т / год с производством в первые 7 лет эксплуатации 150 тыс. т Zn в год. Запасы руды в горном отводе предприятия оцениваются в 17,5 млн т со средним содержанием Zn 10,4 % и ресурсы 2,0 ; млн т со средним содержанием Zn 7,6 %.
В начале XXI; ст. Намибия имеет один свинцово-цинковый рудник в Рош Пинаг на юго-западе Алмазной Области No.1 (Diamond Area No.1). Ожидается существенное увеличение добычи цинка в 2003 г., что связано с пуском рудника и обогатительной фабрики Скорпион (Skorpion).
На руднике Комбат (Kombat) у Цумеб (Tsumeb) производится 18 200 т медного концентрата (15600 т в 2000); добыча руды составляет примерно 30 тыс. т / месяц. Но месторождения металлических руд в районе Цумеб почти полностью выработаны, что поставило в сложное положение завод по выплавке меди и рафинированию свинца, который обанкротился в 1998 Производство металлов, за исключением золота, становится нерентабельным из-за низких мировых цен. В стране есть ряд небольших горнодобывающих предприятий. Ведётся разведка новых месторождений металлических руд.

### Неметаллические полезные ископаемые
В Намибии добывают флюорит, соли, мрамор и гранит, полудрагоценные камни (аметист, агат, кварц и турмалин). На шахте Окорусу (Okorusu) добыто в 2001 г. 81 245 т концентрата CaF2. Продуцент флюорита в стране — компания Okorusu Fluorspar, которой владеет бельгийская Solvay. Планируется увеличение производства концентрата до 100 тыс. т / год.

## Контактная информация: Namibia
Geological Survey of Namibia, Ministry of Mines & Energy. P.O. Box 2168, 9000 Windhoek; Phone: + 264-61-2085111; Fax: + 264-61-249144; E-mail: dir_gsn@mme.gov.na; https://web.archive.org/web/20170819184659/http://www.gsn.gov.na/